# Eugenio Montero Ríos

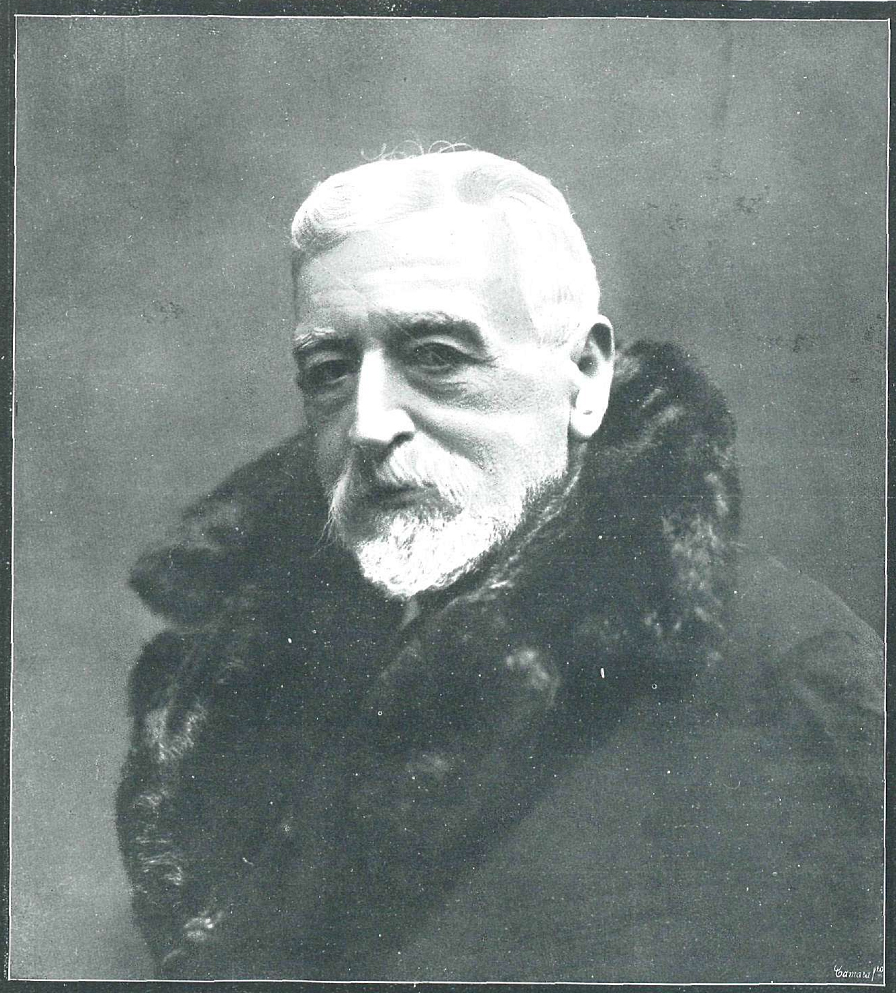
Eugenio Montero Ríos (Bild von Kaulak)

Eugenio Montero Ríos (* 13. November 1832 in Santiago de Compostela; † 12. Mai 1914 in Madrid) war ein spanischer Politiker und Regierungspräsident Spaniens (Presidente del Gobierno).

## Biografie

### Studium und berufliche Laufbahn
Nach dem Schulbesuch absolvierte er ein Studium der Rechtswissenschaften an der Universität Santiago de Compostela. Nach Beendigung des Studiums wurde er 1859 zunächst Professor für Kanonisches Recht an der Universität Oviedo, ehe er bereits im Jahr darauf den Lehrstuhl für Kirchenrecht an der Universität Santiago de Compostela übernahm. Später wurde er zum Professor dieses Rechtsgebietes an die Universität Madrid berufen.
Zusammen mit Antonio Romero Ortiz, einem späteren Kolonialminister in den Kabinetten von Zavala und Sagasta, begründete er die Tageszeitung La Opiníon Pública, deren Herausgeber er viele Jahre war. 1876 war er außerdem Mitgründer der Institution für die Freiheit der Erziehung (Institución Libre de Enseñanza), deren Direktor er 1877 wurde.

### Abgeordneter und Minister während der Herrschaft von König Amadeus

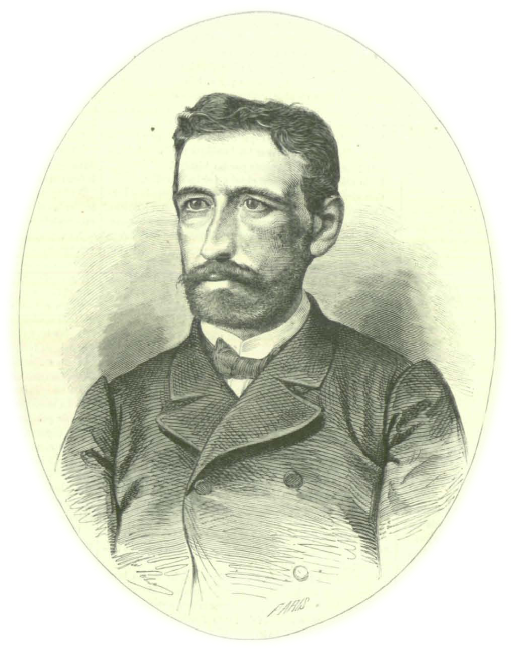
Montero Ríos um 1870

Nach der Revolution von 1868 (La Gloriosa), die zur Absetzung von Königin Isabella II. führte, begann er am 15. Januar 1869 seine politische Laufbahn mit der Wahl zum Abgeordneten des Parlaments (Congreso de los Diputados), in dem er zunächst bis Mai 1873 abwechselnd die Interessen der Wahlkreise Pontevedra, Madrid und La Coruña vertrat.
Während der Herrschaft von König Amadeus war er zunächst vom 20. Dezember 1869 bis zum 1. Januar 1870 amtierender Minister für Gnadengesuche und Justiz (Ministro de Gracia y Justicia), ehe er vom 9. Januar 1870 bis zum 4. Januar 1871 dieses Amt in den Regierungen von Juan Prim und Juan Bautista Topete innehatte. Am 24. Juli 1871 wurde er ebenfalls zum Minister für Gnadengesuche und Justiz in das bis zum 5. Oktober 1871 amtierende erste Kabinett von Manuel Ruiz Zorrilla berufen. Schließlich übernahm er vom 13. Juni 1872 bis zum 12. Februar 1873 erneut das Amt des Ministers für Gnadengesuche und Justiz in der zweiten Regierung von Ruiz Zorilla. Während dieser Zeit führte er als überzeugter Anhänger einer Trennung von Staat und Kirche mehrere bedeutende Reformen wie das Standesamtsgesetz (Ley de Registro Civil) sowie das Gesetz über die Zivilehe (Ley del Matrimonio Civil) ein. Während seiner Amtszeiten war er zugleich einer der wichtigsten Unterstützer des Königs. Nach dessen Rücktritt folgte er dem König im Februar 1873 ins Exil nach Portugal.

### Aufstieg zum Regierungspräsidenten
In der Folgezeit gehörte er 1873 neben Cristino Martos zu den Gründern der Republikanisch – Demokratischen Partei (Partido Republicano Democrático). Zu Beginn der Wiederherstellung der Monarchie in Spanien und der Krönung von König Alfons XII. nahm er noch republikanische Positionen ein und war 1880 Mitunterzeichner des Republikanischen Manifestes. Später war er Vertreter liberaler Ansichten, verzichtete aber letztlich auf die Gründung einer Liberalen Partei in Konkurrenz zur Partido Progresista von Sagasta.
Am 21. August 1881 wurde er dann wieder zum Abgeordneten des Parlaments gewählt, wo er bis zum Ende der 36. Wahlperiode 1886 erneut die Interessen der Wahlkreise von La Coruña und Madrid vertrat. Am 27. November 1885 erfolgte seine Berufung zum Minister für Förderungen (Ministro de Fomento) in das Kabinett von Sagasta, dem er jedoch nur bis zum 10. Oktober 1886 angehörte. Am 26. Oktober 1889 wurde er durch Königliches Dekret zum Senator auf Lebenszeit (Senador Vitalicio) ernannt. Sagasta berief ihn jedoch am 11. Dezember 1892 zum Minister für Gnadengesuche und Justiz in sein fünftes Kabinett. Allerdings verlor er auch diesmal sein Ministeramt vorzeitig nach einer Regierungsumbildung am 6. Juli 1893. Vom 11. November 1894 bis zum 1. Juli 1895 war er erstmals Präsident des Senats. Dieses Amt übte er auch wieder vom 19. April 1898 bis zum 16. März 1899 aus.
Nach der Niederlage Spaniens im Spanisch-Amerikanischen Krieg vom 25. April bis zum 12. August 1898 wurde er Präsident der Spanischen Delegation bei den Verhandlungen zum Pariser Friedensvertrag vom 10. Dezember 1898 der dazu führte, dass die USA von Spanien Kuba, Puerto Rico, Guam und die Philippinen erhielten, aber im Gegenzug 20 Millionen US-Dollar an Spanien zahlen mussten.
Am 10. Juni 1901 wurde er erneut Präsident des Senats und übte dieses Amt bis zum 26. März 1903 aus.
Nach dem Tode Sagastas am 5. Januar 1903 wurde er neben dem neuen Parteivorsitzenden José Canalejas Méndez der maßgebliche Führer der äußerst links stehenden Fraktion innerhalb der Partido Liberal, die für ein Jahrzehnt die Liberale Partei dominierte und in Opposition zum zentristischen, eher moderaten Flügel um Segismundo Moret Prendergast stand.
Montero Ríos war als Parteipolitiker insbesondere auch Patron der Kazike (Caciquismo) von Galicien. Dabei verstand er es insbesondere auch seine Söhne und Schwiegersöhne wie den späteren mehrfachen Regierungspräsidenten Manuel García Prieto mit Ämtern zu betrauen.
Am 23. Juni 1905 wurde er schließlich selbst zum Regierungspräsidenten Spaniens (Presidente del Gobierno) ernannt. Bereits am 1. Dezember 1905 musste er jedoch aufgrund massiver Opposition zum König Alfons XIII. und seiner Regierung im satirischen Wochenmagazin ¡Cu-Cut! wegen seiner Gesetzesreformen zurücktreten und das Amt an seinen parteiinternen Gegner Moret Prendergast übergeben, der anschließend ein Rechtsprechungsgesetz (Ley de Jurisdicciones) zur Unterstützung des Königs erließ.
Im Anschluss daran zog er sich zunächst weitgehend aus dem politischen Leben zurück. Allerdings war er von Juli 1906 bis zum 12. Mai 1907 sowie vom 14. Juni 1910 bis zum 2. April 1914 erneut Präsident des Senats.
In seinem Testament verfügte er die Rückgabe der ihm durch die Monarchie verliehenen Auszeichnungen.

### Veröffentlichungen und Ehrenämter
Neben seiner juristischen und politischen Arbeit war er bereits 1855 Herausgeber der Memoria sobre el origen y relaciones de la Economía Política („Erinnerungen an die Herkunft und Beziehungen der politischen Ökonomie“). Nach seiner Rückkehr aus Oviedo in seine Heimatstadt Santiago de Compostela veröffentlichte er 1860 Ultramontanismo y cismontanismo en la historia y en la ciencia („Ultramontanismus und Zismontanismus in Geschichte und Wissenschaft“).
Darüber hinaus war er als Mitglied der Gesetzgebungskommission (Comisión de Códigos) auch Mitverfasser mehrerer bedeutender Gesetzesentwürfe, Initiator der Gerichtsverfassungsrechts (Ley Orgánica del Poder Judicial) sowie Autor in der Revista General de Legislación y Jurisprudencia (Allgemeinen Zeitschrift für Gesetzgebung und Rechtsprechung). Daneben gab er 1898 einen Aufsatz über die Niederlage Spaniens nach dem Spanisch-Amerikanischen Krieg unter dem Titel Opina sobre el desastre colonial heraus.
Montero Ríos war Mitglied und von 1875 bis 1876 auch Präsident der Königlichen Akademie für Rechtsprechung und Gesetzgebung (Real Academia de Jurisprudencia y Legislación). Bereits am 10. Dezember 1878 wurde er auch Mitglied der Real Academia de Ciencias Morales y Políticas, wo er bis zu seinem Tode den Sessel (Sillón) 18 einnahm. Am 6. Dezember 1901 wurde er außerdem zum Mitglied der Königlichen Historischen Akademie (Real Academia de la Historia) berufen.